# Jake Wood
Jake Dylan Wood (Westminster, 12 luglio 1972) è un attore inglese.
È figlio unico, ed è sposato dal 2001 con Alison Murray da cui ha avuto due figli.
Ha iniziato la sua carriera a 16 anni, nel 1989 ed è noto per aver recitato in The Illusionist - L'illusionista con Edward Norton e Paul Giamatti.

## Filmografia

### Cinema
- L'amore e il sangue, regia di Paul Verhoeven (1985)
- Crimetime, regia di George Sluizer (1995)
- Dad savage, regia di Betsan Morris Evans (1998)
- Il segreto di Vera Drake, regia di Mike Leigh (2004)
- The Illusionist - L'illusionista, regia di Neil Burger (2006)

### Televisione
- Ispettore Maggie – serie TV, 5x08 (1984)
- Metropolitan Police – serie TV, 5 episodi (1988-1996)
- Ispettore Morse – serie TV, episodio 4x03 (1990)
- EastEnders – serie TV, episodi 1.369 (1990-2021)

- Sbirri da sballo – serie TV, 1x07 (1995)
- Casualty – serie TV, 3 episodi (1991-1996)
- Jack Frost – serie TV, episodio 4x02 (1996)
- Testimoni silenziosi – serie TV, episodio 6x05 (2002)
- Murder in Mind – serie TV, episodio 3x08 (2003)
- Doc Martin - serie TV